# Матарзин, Юрий Михайлович
Ю́рий Миха́йлович Матарзи́н (4 мая 1924, Пермь — 12 апреля 2004) — советский и российский гидролог, доктор географических наук, профессор, заведующий кафедрой гидрологии суши Пермского университета (1974—1997). Заслуженный деятель науки и техники РСФСР, член РАЕН, академик РЭА, академик Международной академии наук Высшей школы, член Советского комитета защиты мира. Инициатор комплексных исследований водохранилищ.
Создал в Пермском университете лабораторию водохозяйственных проблем, кафедру гидрологии суши, лабораторию комплексных исследований водохранилищ в составе Естественнонаучного института ПГУ, сформировал новое научное направление в гидрологии суши — «Гидрология водохранилищ».

## Биография
Юрий Михайлович Матарзин участвовал в Великой Отечественной войне с мая 1942 до июля 1945 года добровольцем. Награждён орденами: Отечественной войны I степени и «Знак Почёта».
В 1951 году окончил геолого-географический факультет Молоитовского (Пермского) университета по специальности «Гидрология».
Во время учёбы в университете вместе с другим фронтовиком, Ю. Корчёмкиным, участвовал в создании газеты "Молотовский университет"; несколько лет работал в ней в качестве заместителя редактора.
С 1974 по 1997 годы — заведующий кафедрой гидрологии суши (с 1995 — кафедра гидрологии и охраны водных ресурсов) .
В 1961 году совместно с И. А. Печеркиным он создал лабораторию водохозяйственных проблем.
С 8 октября 1970 по 13 марта 1973 — секретарь партийного комитета Пермского университета.
В 1979 году создал лабораторию комплексных исследований водохранилищ в составе Естественнонаучного института ПГУ. В это же время он формирует новое научное направление в гидрологии суши — «Гидрологию водохранилищ». Программа одноименного курса стала обязательной при подготовке гидрологов в университетах страны.
Юрий Михайлович создал пермскую школу исследователей водохранилищ, результаты работы коллектива этой научной школы описаны в его книге «Гидрология водохранилищ». Являлся членом Научного совета ГКНТ СССР по водным ресурсам (секция водохранилищ), Головного совета по географическим наукам Минвуза России (секция гидрометеорологии) и учебно-методического объединения университетов (географические науки).
4 июня 2024 года в память Ю. М. Матарзина в Пермском университете была открыта мемориальная доска[На кафедре гидрологии и охраны водных ресурсов географического факультета состоялось открытие мемориальной доски Юрию Михайловичу Матарзину.

## Основные труды
- Формирование водохранилищ и их влияние на природу и хозяйство : Учеб. пособие по спецкурсу «Гидрология водохранилищ» / Ю. М. Матарзин, Б. В. Богословский, И. К. Мацкевич. Пермь: ПГУ, 1981. 97 с.
- Гидрохимия водохранилищ : (Гидрол. аспекты формирования состава и качества вод) : Учеб. пособие по спецкурсу / Ю. М. Матарзин, А. Б. Китаев, Л. А. Кузнецова; Перм. гос. ун-т им. А. М. Горького. Пермь: ПГУ, 1987. 95 с.
- К гидрохимической характеристике Камского водохранилища / Ю. М. Матарзин, И. А. Печеркин. Пермь, 1959. 10 с.
- Гидрология Камского водохранилища: Автореферат дис. на соискание ученой степени кандидата географических наук / М-во высш. и сред. спец. образования РСФСР. Моск. гос. ун-т им. М. В. Ломоносова. Геогр. фак. Москва : б. и., 1961. 24 с.
- Некоторые особенности гидрологического режима Камского водохранилища в первые годы его существования (1954–1958 гг.) — Пермь : б. и., 1959. 22 с.
- Проблемы комплексных географо-гидрологических исследований формирования крупных водохранилищ и их влияния на природу и хозяйство (На примере Камского каскада) : Автореферат дис. на соискание ученой степени доктора географических наук. (696) / Пермь. гос. ун-т им. А. М. Горького. Пермь : б. и., 1971. 46 с.
- Современное состояние качества воды камских водохранилищ и мероприятия по предотвращению их загрязнения : Тез. докл. науч.-практ. семинара (15–16 нояб.) / Отв. ред. Ю. М. Матарзин. Перм, 1989. 42 с.

и другие.